# Vest-Agder
Vest-Agder este o provincie din Norvegia care împreună cu provincia Aust-Agder fac parte din regiunea (landsdeler) sudică Sørlandet.

## Districte
| Loc   | Nume         | Locuitori | Suprafață km2 |
| ----- | ------------ | --------- | ------------- |
| 1     | Kristiansand | 90.000    | 261           |
| 2     | Mandal       | 14.696    | 212           |
| 3     | Vennesla     | 13.116    | 363           |
| 4     | Søgne        | 12.509    | 144           |
| 5     | Farsund      | 9.310     | 252           |
| 6     | Flekkefjord  | 9.003     | 482           |
| 7     | Lyngdal      | 7.739     | 372           |
| 8     | Songdalen    | 5.940     | 207           |
| 9     | Kvinesdal    | 5.776     | 893           |
| 10    | Lindesnes    | 4.661     | 299           |
| 11    | Marnardal    | 2.231     | 379           |
| 12    | Sirdal       | 1.790     | 1.555         |
| 13    | Audnedal     | 1.670     | 251           |
| 14    | Hægebostad   | 1.624     | 426           |
| 15    | Åseral       | 917       | 801           |
| Total | Vest-Agder   | 182.377   | 7.281         |